# 雷本 (阿拉巴馬州)
雷本（英語：Rabun）是一個位於美國阿拉巴馬州鮑德溫縣的非建制地區。該地的面積和人口皆未知。

## 地理
雷本的座標為31°01′37″N 87°43′30″W / 31.026944°N 87.725001°W，而該地最高點為海拔高度79米（即259英尺）。